# Alfred Dahl

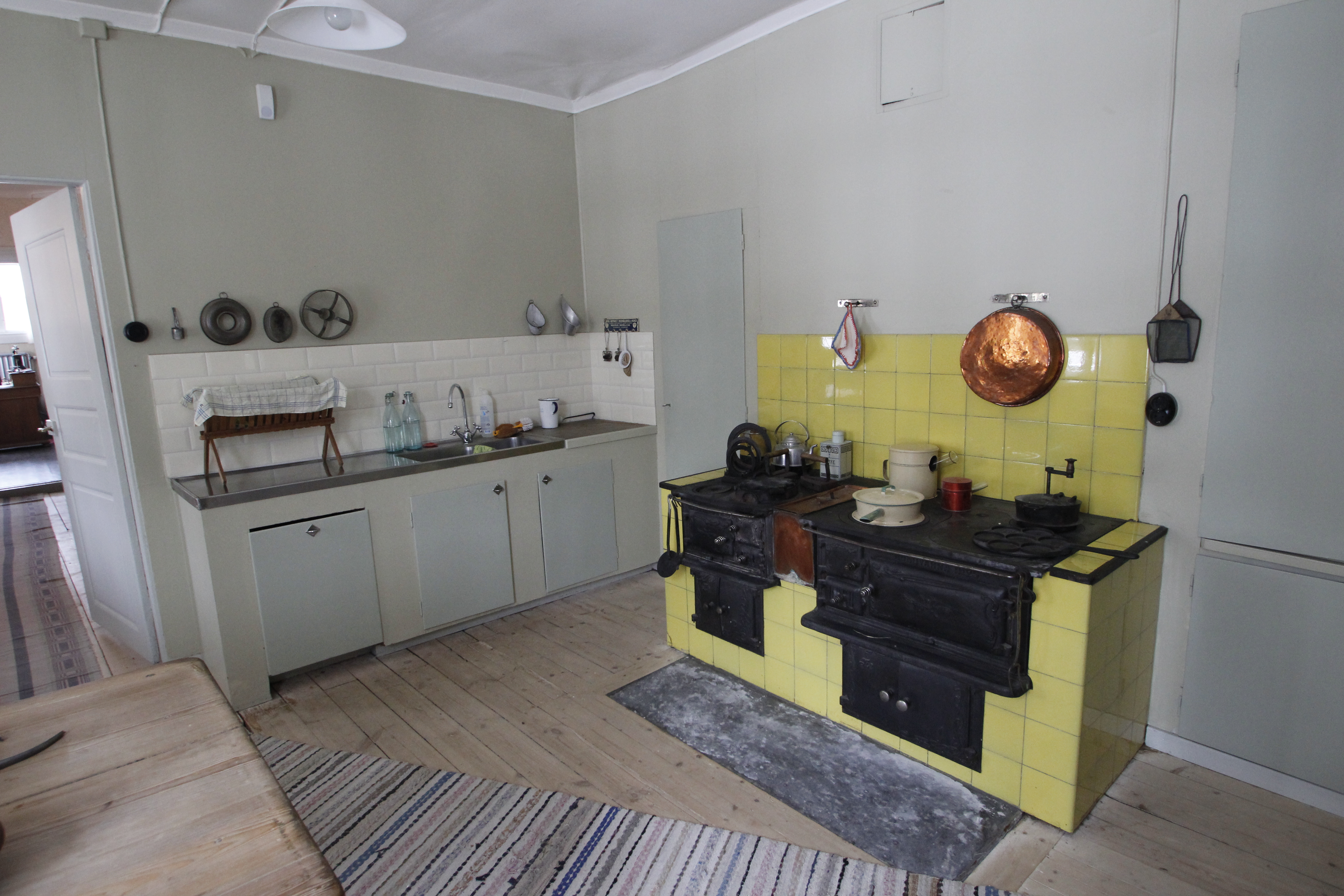
Alfred och Anna Dahls lägenhet i Gamla Bankgården i Vrigstad

Alfred Dahl, född 22 maj 1858 i Anderstorps församling i Jönköpings län, död 5 februari 1945 i Vrigstads församling i Jönköpings län, var en svensk landsfiskal.
Alfred Dahl var son till kronolänsmannen i Östbo härad Anders Peter Dahl (1827-1884) och poststationsföreståndaren Johanna Andersdotter (1827-1923). Efter studier verkade han som kronolänsman i Västra härads fögderis västra distrikt 1887-1916 och landsfiskal i Vrigstads landsfiskalsdistrikt 1917-1923, båda i Småland. Han blev 1888 styrelseledamot i Vrigstads sparbank och innehade olika befattningar där, bland annat som bankkamrer, fram till sin bortgång. Hans bostad var liksom banken inrymd i Bolagshuset i Vrigstad och är Bankmuseet i Vrigstad genom dottern Margits donation.
Han gifte sig 1889 med Anna Pontén (1869–1966), dotter till kontraktsprosten Gustaf Pontén och Sofia Kuylenstierna. De fick sex barn: borgmästaren Gustaf Dahl (1890–1992), försäkringsdirektören Anders Dahl (1892–1970), Anna-Beth (1894–1984), gift med operasångaren Einar Ralf, Britta Sofia (1900–1903) samt tvillingarna Bengt (1904–1904), som bara levde några dagar, och keramikern Margit Dahl (1904–1995).